# Gare de Moi
La gare de Moi  est une gare ferroviaire norvégienne de la ligne du Sørland, située sur le territoire de la commune de Lund dans le comté de Rogaland. 
La gare est à 477,24 km d'Oslo. 

## Situation ferroviaire
Établie à 58 mètres d'altitude, la gare de Moi est située au point kilométrique (PK) 477,24 de la ligne du Sørland, entre les gares ouvertes aux voyageurs de Sira et d'Egersund.

## Histoire
La gare fut ouverte en 1904 lorsque la Jærbanen fut prolongée jusqu'à Flekkefjord par la Flekkefjordbanen. 
En 1943, Moi fut intégrée à la ligne du Sørland.